# Свети Никола (Гайтаниново)
Вижте пояснителната страница за други значения на Свети Никола.
„Свети Никола“ е възрожденска българска църква, енорийски храм на село Гайтаниново, част от Неврокопската епархия на Българската православна църква. Обявена е за паметник на културата.

## История
Храмът е построен в 1839 година, като дотогава селяните се черкуват в малката църква „Свети Георги“ извън селото. Значителна сума пари за изграждането му дава Вълчо Сарафов. Активно участие взима и Лазар Жирков.

## Архитектура и интериор
В архитектурно отношение храмът представлява голяма трикорабна псевдобазилика с полуциндрична апсида с пет олтарни ниши, открит притвор на запад и навес на юг. Вътрешните размери са 18 m дължина и 12 m ширина. В 1879 година църквата е преустроена и е построен четиристенен купол. От запад в 1885 година е пристроена висока камбанария с две камбани – малката е дар от Света гора, а голямата е отлята в Гайтаниново в 1871 година. В 1890 година на камбанарията е сложен часовник, дело на Братя Димкови от Горно Броди.
Трите кораба в интериора са разделени от два реда с по 7 дървени колони. Таваните на корабите са апликирани и изписани, като този над средния кораб е повдигнат и свързан с колонадите чрез холкел.
Апсидата е изписана като в центъра ѝ е изображението на Богородица Ширшая небес. Изписан е и парапетът на емпорията, където е изобразено Успение Богородично, дело на банския живописец Димитър Молеров.
Иконостасът е голям резбован и изписан, като хоризонтално е разделен на цокъл, царски икони, лозница, празнични икони, лозница, празнични икони, апостолски икони и венчилка. На цокълните табла има изрисувани букети и образи. Лозниците са изписани примитивно. Царските двери, кръжилото, четирите разделителни колонки, убрусът и венчилката са резбовани с богата, пластична, на места ажурна позлатена резба. Скулптрирани са и два архангела със свещници. Неизвестният автор е добър, опитен резбар. Изработката е от 1861 година според ктиторския надпис на царските двери.
Царските икони са 18 – 12 от тях са донесени от Света гора в 1839 година, а 6 са дело на по-късен зограф и са по-шаблонни. Двата реда празнични икони, апостолските и малките целувателни са дело на трети зограф.
Ценни са и владишкият трон, амвонът, проскинитарият с храмовата икона и балдахинът на задпрестолното разпятие, датиращ от 1862 година, който има резбовани фронтони и кръжила. Пред иконостаса са разположени два мраморни свещника, а на пода в центъра на средния кораб има три мраморни плочи. На средната е изобразен двуглав орел – символът на Цариградската патриаршия, а на страничните – розети.